# El juego de la pirámide
El juego de la pirámide (en hangul, 피라미드 게임; McCune-Reischauer, P'iramidŭ keim) es una serie de televisión web surcoreana creada por Lee Jae-kyoo, escrita por Choi Soo-yi, dirigida por Park So-yeon y protagonizada por Kim Ji-yeon, Jang Da-ah, Ryoo Da-in, Shin Seul-gi y Kang Na-eon. Basada en el homónimo webtoon de Dalggonyak, los cuatro primeros de sus diez episodios se lanzaron en la plataforma TVING el 29 de febrero de 2024, y los sucesivos de dos en dos cada jueves a las 13:00 (hora local coreana); está disponible también en Paramount+ en algunos países del mundo.

## Sinopsis
Durante una reunión en la clase 5 de segundo curso de la escuela femenina Baekyeon, la líder de la clase dibuja una pirámide en la pizarra y explica a las demás estudiantes que cada una será clasificada de A a D según el número de votos que reciba. Cada una debe votar a otras cinco a través de una aplicación del móvil. Si alguna no recibe ningún voto, es clasificada como F, y a las de rango superior estará permitido acosarla e intimidarla brutalmente.
Sung Soo-ji es una alumna apenas transferida a la clase, debido a los frecuentes traslados de su padre que es militar. Llega al juego sin ninguna preparación y en la primera votación obtiene una F, por lo que es víctima de abusos que rozan la tortura. Las compañeras que habían sido amigables hasta justo antes del juego, ahora le cubren la cabeza con plástico impidiéndole respirar, o la meten en una bolsa de basura. Soo-ji se da cuenta de que el juego está diseñado meticulosamente. En primer lugar, solo la clase 5 tiene su aula en un edificio separado, donde no hay cámaras de vigilancia. La persona que está detrás del juego es la hija de la presidenta de la escuela, de una familia adinerada. 
Soo-ji intenta desbaratar el juego con la ayuda de otras compañeras. En un lugar donde se mezclan delincuentes, víctimas y espectadoras, se desarrolla una lucha de supervivencia que degenera cada vez más en la violencia. La intensa lucha de rangos y la guerra psicológica que tiene lugar en un aula es como un microcosmos de la sociedad.

## Reparto

### Principal
- Kim Ji-yeon como Sung Soo-ji, una estudiante transferida a la clase 5 de 2.º de la escuela secundaria femenina Baekyeon. Tiene buenas habilidades sociales y una personalidad sencilla. Pero se ve envuelta en un juego piramidal y se convierte en víctima de violencia escolar, aunque es capaz de guiar una rebelión contra ella.[4][5][6]
- Jang Da-ah como Baek Ha-rin, alumna de la clase 5-2 de la escuela Baekyeon. Siempre es amada por su comportamiento amable y digno, tras el cual esconde su  inteligencia.[7][8]
- Ryoo Da-in como Myung Ja-eun, alumna de la clase 5-2 de la escuela Baekyeon, que siempre es tímida pero afectuosa con la gente y brilla más entre la multitud que sola.[9][10]
- Shin Seul-gi como Seo Do-ah, la presidenta de la clase 5-2 y la mejor estudiante de la escuela Baekyeon, que cuenta asimismo con dotes de liderazgo.[11][12][13][14]
- Kang Na-eon como Im Ye-rim, una aprendiz de ídolo de la escuela Baekyeon, que es tranquila, a diferencia de su familia relajada y su glamurosa vida diaria.[15][16]

### Secundario
- Jung Ha-dam como Ko Eun-byul.[17]
- Ha Yul-ri como Bang Woo-yi, una estudiante guapa y fanfarrona de la clase 5-2 en la escuela Baekyeon, aunque es también sociable y linda, lo que la hace imposible de odiar. Sigue y admira a Ha-rin.[18][19]
- Hwang Hyun-jung como Kim Da-yeon, la hija menor de una familia chaebol.[20]
- Lee Joo-yeon como Shim Eun-jung, un miembro prometedor del equipo nacional de natación. Tiene una apariencia indiferente y fría, es una persona tranquila, directa y terca, y solo está interesada por Ye-rim.[21]
- Oh Se-eun como Song Jae-hyung, una estratega oculta de la clase 5-2.[22]
- Kim Se-hee como Pyo Ji-ae, una estudiante de la clase 5-2 con la llamada «mentalidad de cristal» que está acostumbrada a culpar a los demás y defenderse a sí misma, pero sufre un cambio después de conocer a Soo-ji.[23]
- Choi Yoon-seo como Koo Seol-ha, una jugadora de judo inexpresiva de las clases 2 a 5 en la escuela secundaria femenina Baekyeon.
- Ahn So-yo como Yoon Na-hee, profesora de literatura a tiempo parcial en la escuela, que está interesada en la violencia escolar que ocurre en el juego de la pirámide y trata de llegar al fondo del asunto.[24][25]
- Son Ji-na como Im Soon-ae, la directora de la escuela secundaria femenina Baekyeon, que intenta ocultar la violencia escolar.[26]
- Son Ji-young como Ra Hae-joon, el ama de llaves de la clase 5-2.[27]
- Yoon Ga-i como Joo Seung-yi, estudiante de la clase 5-2.[28][29]
- Kim Ye-na como Jung Yeon-doo.[30]
- Song Si-an como Oh Sung-ah, una estudiante de la clase 5-2. Es amigable y bondadosa, moderadamente amable y a la defensiva, y trabaja bien con sus compañeras de clase.[31]
- Cho Dong-in como Cho Seung-hwa, un trabajador a tiempo parcial de una tienda de conveniencia común, pero algo misterioso, que entra en el juego de la pirámide después de conocer casualmente a Soo-ji.[32][33]
- Jung Ae-youn como Choi Yi-hwa, la madre de Ha-rin, nuera de una familia chaebol y presidenta de la escuela secundaria femenina Baekyeon.[34][35]
- Jung Seung-kil como Seo Joong-yeon, padre de Do-ah y director de hospital.[36]
- Choi Sung-won como Im Joo-hyung, profesor de arte en la escuela, también es el profesor titular de la clase 5-2.[37][38]
- Lee Da-kyung como Yoon Ye-won, una estudiante de la clase 5-2 con extraordinarias habilidades como programadora.[39]

## Producción y promoción
La producción de El juego de la pirámide, original de TVING, se anunció en marzo de 2023; en ese momento las audiciones habían comenzado y ya se había elegido a Bona como protagonista. También se había determinado una duración de diez episodios. Más adelante, a finales de mayo y principios de junio del mismo año, se anunciaron en dos tandas las identidades de las demás actrices. Dada la naturaleza de los personajes, el reparto está formado casi en su totalidad por actrices debutantes o con escasos años de carrera.Esta elección, sin embargo, arrojó resultados por encima de las expectativas, y la productora recibió críticas favorables tras la conclusión de la serie.
La serie ha sido creada por Lee Jae-kyoo (que fue codirector de otra serie ambientada en una escuela de secundaria, Estamos muertos), escrita por Choi Soo-i y dirigida por Park So-yeon. Las compañías productoras son Film Monster y CJ ENM Studios. Está basada en el popular webtoon del mismo título, escrito por Dalggonyak y publicado en Naver. La serie estaba en fase de rodaje en julio de 2023, y el mismo se prolongó por seis meses.
Según la agencia Higher Music, la dirección musical está a cargo del dúo de productores de hip-hop GroovyRoom, en lo que es su primera banda sonora original.
El 30 de enero de 2024 el equipo de producción anunció la fecha del estreno de la serie en TVING. Se publicó además un cartel con la imagen del personaje protagonista Su-ji en una clase vacía. El 26 de febrero se presentó la producción en el centro comercial CGV I'Park en Yongsan-gu, Seúl, con la asistencia del director Park So-yeon y las actrices Kim Ji-yeon, Ryu Da-in, Shin Seul-gi y Kang Na-eon.

### Difusión
El juego de la pirámide fue la única producción coreana invitada al festival francés Series Mania, que en su decimocuarta edición se celebrará en Lille del 15 al 22 de marzo de 2024. Según un portavoz del festival, «es un trabajo que ha creado una diferencia única al combinar el tema de la violencia escolar con las reglas del juego [...] fue muy interesante cómo se desarrollaba la guerra psicológica de los personajes [...] cruzando libremente entre el drama escolar, el thriller y crítica social».

## Repercusiones
La Oficina de Educación de Jeonbuk anunció el día 25 de marzo que había enviado una carta oficial a 778 escuelas primarias, intermedias, secundarias y escuelas especiales de la provincia para cooperar en brindar orientación sobre la vida estudiantil y enviar comunicaciones a casa para evitar la propagación de los juegos piramidales. Pocos días antes había enviado ya un comunicado a las familias donde se podía leer que «el fenómeno del acoso grupal disfrazado de juego se está extendiendo en las escuelas debido al drama El juego de la pirámide lanzado recientemente por TVING».

### Crítica
Para Hyeon Hye-seon (Seoul Economic Daily), «las apasionadas actuaciones de nuevas actrices como Kim Ji-yeon, Jang Da-ah, Ryu Da-in, Shin Seul-gi y Kang Na-eon, quienes retrataron los movimientos impredecibles y los cambios psicológicos de las estudiantes en una variedad de de maneras, brilló. La delicada dirección del director Park So-yeon y las sólidas habilidades de escritura del escritor Choi Su-i [...] también elevaron el nivel de perfección, y recibió críticas favorables».